# Coquillettidia gedanica
Coquillettidia gedanica – wymarły gatunek muchówki z rodziny komarowatych i rodzaju Coquillettidia opisany na podstawie okazu zachowanego w bałtyckim bursztynie z epoki eocenu.
Gatunek ten opisany został w 2019 roku przez Ryszarda Szadziewskiego, Elżbietę Sontag i Jacka Szwedo na podstawie pojedynczego okazu samca zachowanego jako inkluzja w bursztynie bałtyckim, pochodzącym z epoki eocenu. Holotyp oznaczony MAI #5663 zdeponowano w Muzeum Inkluzji w Bursztynie Uniwersytetu Gdańskiego. Epitet gatunkowy nawiązuje do Zatoki Gdańskiej, gdzie znaleziono bursztyn.
Jedyny znany samiec miał 6,9 mm długości ciała, z czego 1,9 mm przypadało na kłujkę, a 4,7 mm na tułów i odwłok. Głowa zaopatrzona była w stykające się ze sobą oczy złożone. Pięcioczłonowe głaszczki szczękowe były dłuższe od kłujki; ostatni ich człon był wysmuklony, przedostatni zaś przysadzisty. Tułów miał trójpłatową tarczkę, a jego chetotaksja odznaczała się brakiem szczecinek zarówno przedprzetchlinkowych jak i zaprzetchlinkowych na anepisternach śródtułowia. Skrzydła miały 2,51 mm długości, a ich żyłki porośnięte były szerokimi łuskami, szczególnie dobrze zaznaczonymi w przypadku żyłek radialnych. Przednia para odnóży miała na spodzie nasadowej części piątego członu stopy silny wyrostek w kształcie rogu. W przypadku dwóch początkowych par odnóży stopy wieńczyły pazurki nierównej długości; zewnętrzny był większy i zaopatrzony w dwa ząbki – nasadowy i pośrodkowy, zaś wewnętrzny był mniejszy i miał tylko nasadowy z ząbków. Tylna para odnóży miała czwarty człon stopy 1,9 raza dłuższy od piątego; ten zaś zwieńczony pazurkami równych długości. Odwłok miał nasadowy płat niezmodyfikowanego gonokoksytu zaopatrzony w czarną szczecinkę wierzchołkową o kolcowatej formie. Gonostyl w ⅓ swej długości zakrzywiał się wyraźnie, a następnie rozwidlał na dwa ramiona, z których zewnętrzne było proste i smukłe, a wewnętrzne tęższe i zaopatrzone w ząbek u szczytu.
W tym samym kawałku bursztynu co holotyp C. gedanica znajdują się inkluzje innych stawonogów, w tym samicy z rodzaju Coquillettidia o niepewnej przynależności gatunkowej, a także dwóch osobników ochotkowatych, trzech robotnic mrówek, pięciu roztoczy i jednego chrząszcza. Współcześni przedstawiciele rodzaju Coquillettidia są wektorami zarodźców wywołujących ptasią malarię i możliwe, że podobnie było w przypadku C. gedanica.